# Odprto prvenstvo Francije 1993
Odprto prvenstvo Francije 1993 je teniški turnir za Grand Slam, ki je med 24. majem in 6. junijem 1993 potekal v Parizu.

## Moški posamično
Sergi Bruguera :  Jim Courier, 6–4, 2–6, 6–2, 3–6, 6–3

## Ženske posamično
Steffi Graf :  Mary Joe Fernández, 4–6, 6–2, 6–4 

## Moške dvojice
Luke Jensen /  Murphy Jensen :  Marc-Kevin Goellner /  David Prinosil, 6–4, 6–7, 6–4

## Ženske  dvojice
Gigi Fernández /  Natalija Zverjeva :  Larisa Savchenko Neiland /  Jana Novotná, 6–3, 7–5

## Mešane dvojice
Jevgenija Manjokova /  Andrej Olhovski :  Elna Reinach /  Danie Visser, 6–2, 4–6, 6–4